# Ichapekene Piesta
Ichapekene Piesta ist ein Volksfest, das jährlich in der Kleinstadt San Ignacio de Moxos, Bolivien, zu Ehren des heiligen San Ignacio de Loyola, des Schutzpatrons der Stadt, gefeiert wird.
Es gilt als das größte Fest der Stadt und findet offiziell zwischen dem 30. Juli und dem 2. August statt. Die Feierlichkeiten beginnen jedoch bereits im Mai mit Feuerwerk und religiösen Liedern und setzen sich im Juli mit täglichen und nächtlichen Festen fort, die unterschiedliche religiöse Elemente enthalten. Das Festival ist synkretistisch und vermischt Elemente der indigenen Mojeño-Kultur mit der jesuitischen Evangelisation des Katholizismus durch die Missionen von Moxos.

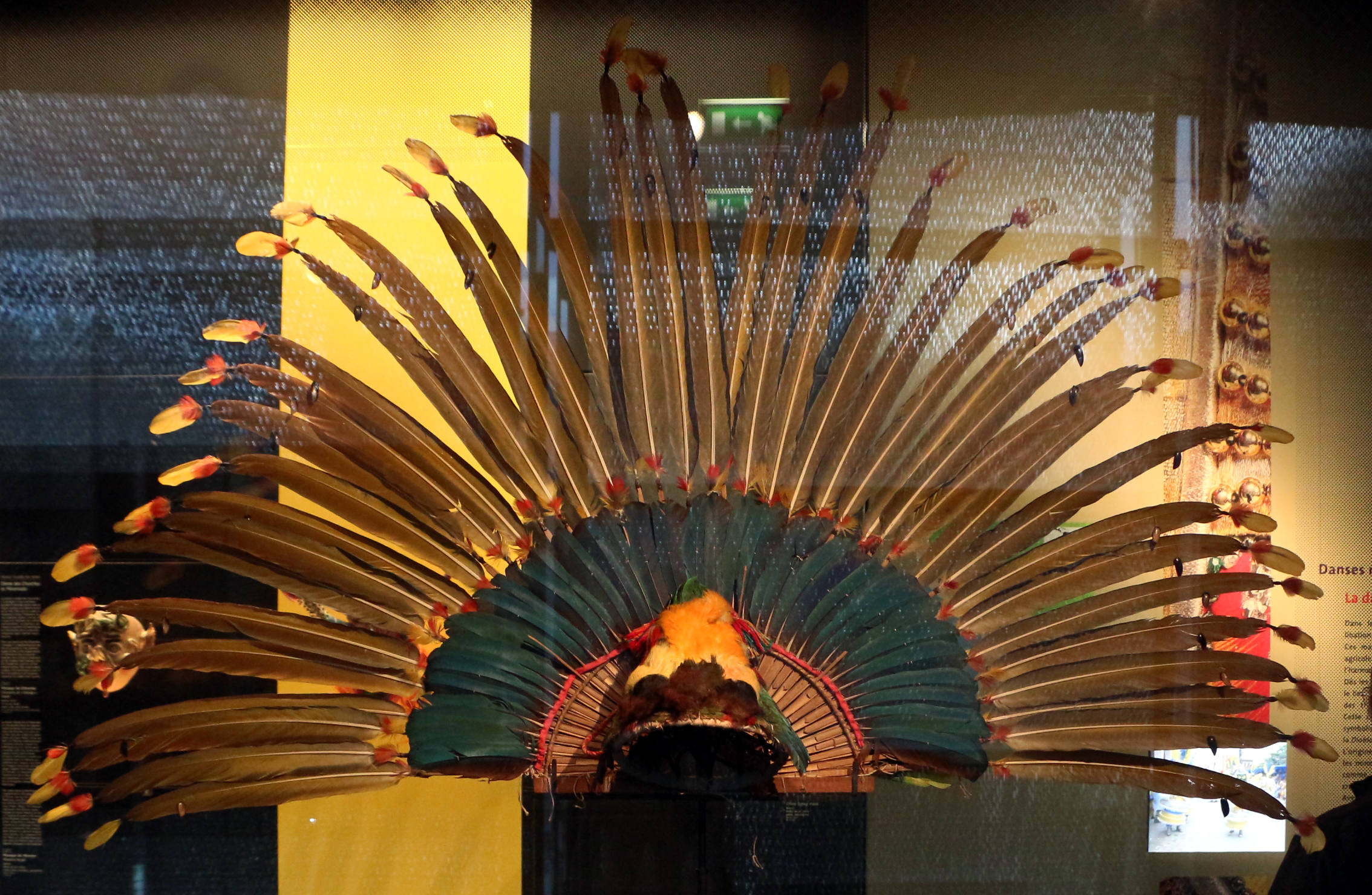
Gefiederter Kopfschmuck für den Macheteros-Tanz, ca. 1990–2000.

Einer der wichtigsten Bestandteile ist der Tanz der Machateros (oder Chipiperono in der indigenen Sprache), bei dem zwölf „Sonnenkrieger“ in weißen Tuniken, mit breiten, mit Federn geschmückten Kopfbedeckungen und mit einer hölzernen Machete auftreten und mit gemessenen Schritten einen Tanz aufführen. Getrocknete Wildfrüchte an den Knöcheln rascheln im Rhythmus. Der Federschmuck kann als Beschwörung einer Vogelseele und der Sonne gedeutet werden,
ebenso wie als Hinweis auf die Auferstehung Jesu und seinen Aufstieg in den Himmel. So verbindet der Tanz die Ehrung des heiligen Stadtpatrons mit einer spirituellen Deutung der Natur.
Der Respekt vor der Natur wird während des Festivals auch durch eine Prozession von Teilnehmern mit prächtigen Tiermasken und anderen Kostümen ausgedrückt. Auf diese Weise kann die naturnahe indigene Kultur, die während der Eroberung und Missionierung durch die Spanier unterdrückt wurde, mit der christianisierten Welt ausgesöhnt werden.

## Rezeption
Die UNESCO hat das Fest am 5. Dezember 2012 in die Repräsentative Liste des immateriellen Kulturerbes der Menschheit aufgenommen. Im Antrag heißt es:

„Diese Riten sind der Ausdruck des Glaubens und einer kontinuierlichen Wiedergeburt. Sie erlauben den Moxeños, in Anwesenheit der Geister ihrer Ahnen in die christliche Tradition wiedergeboren zu werden.“